# Euplexidia pallidivirens
Euplexidia pallidivirens là một loài bướm đêm trong họ Noctuidae.

## Hình ảnh

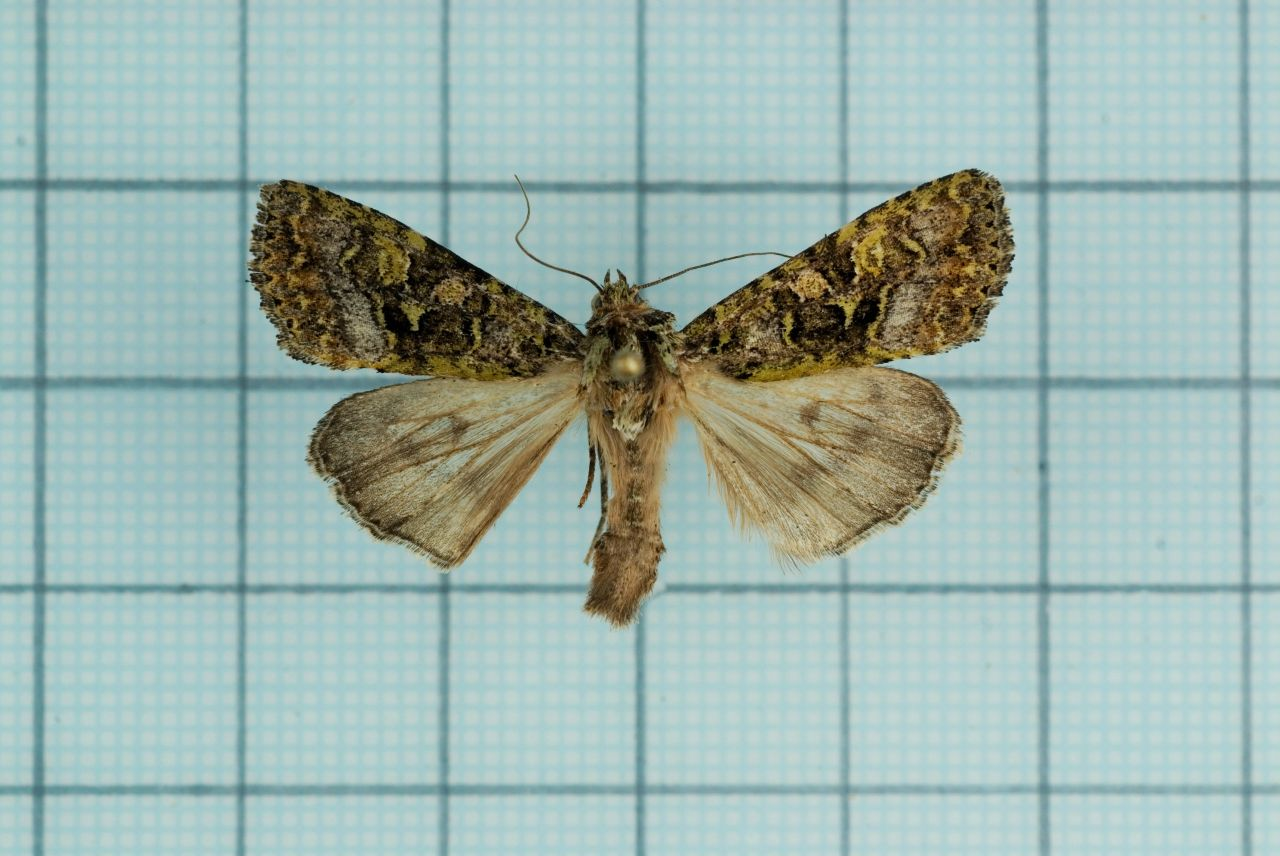
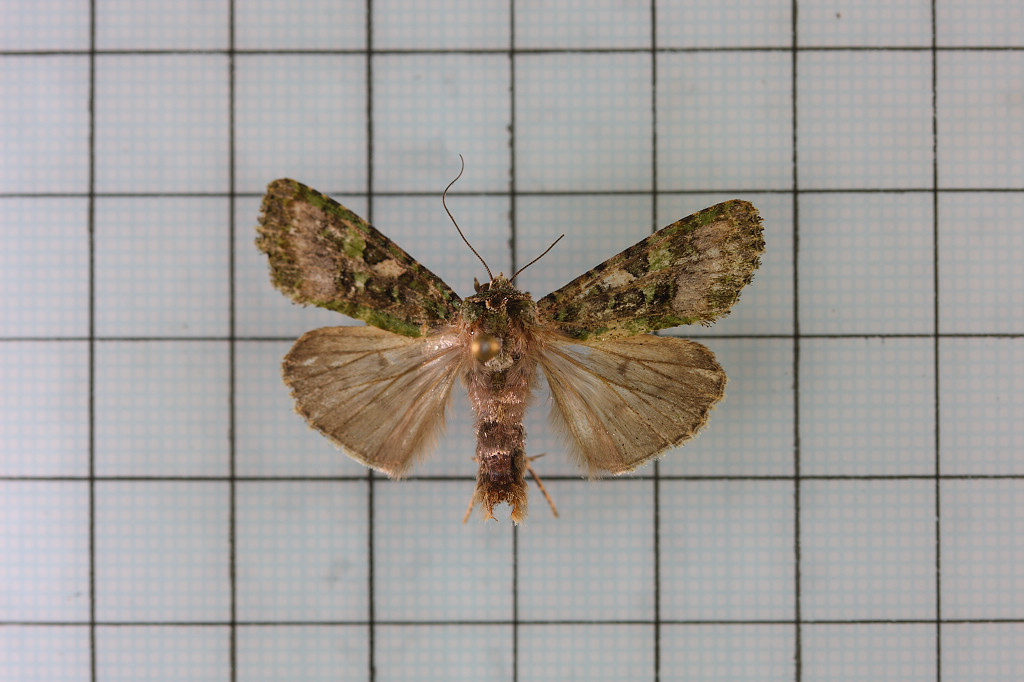
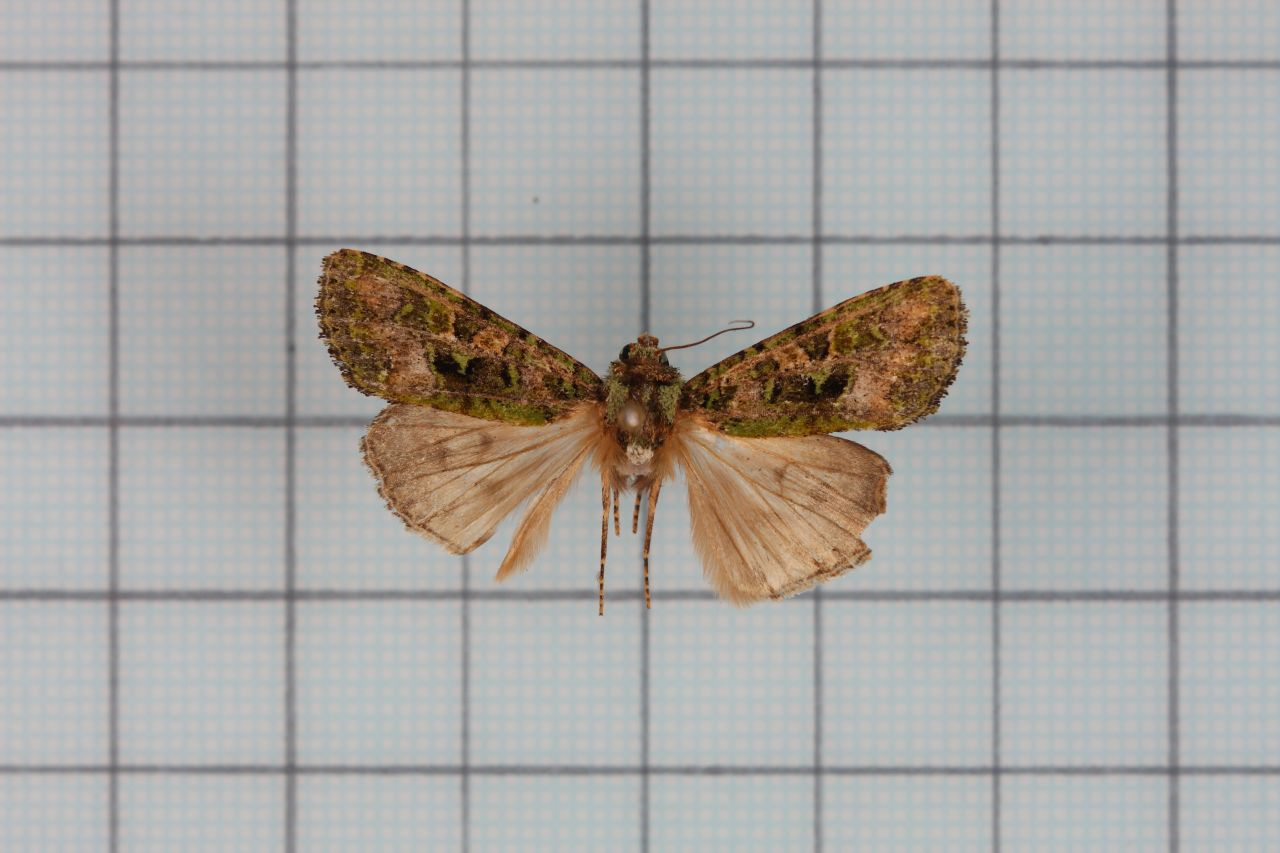
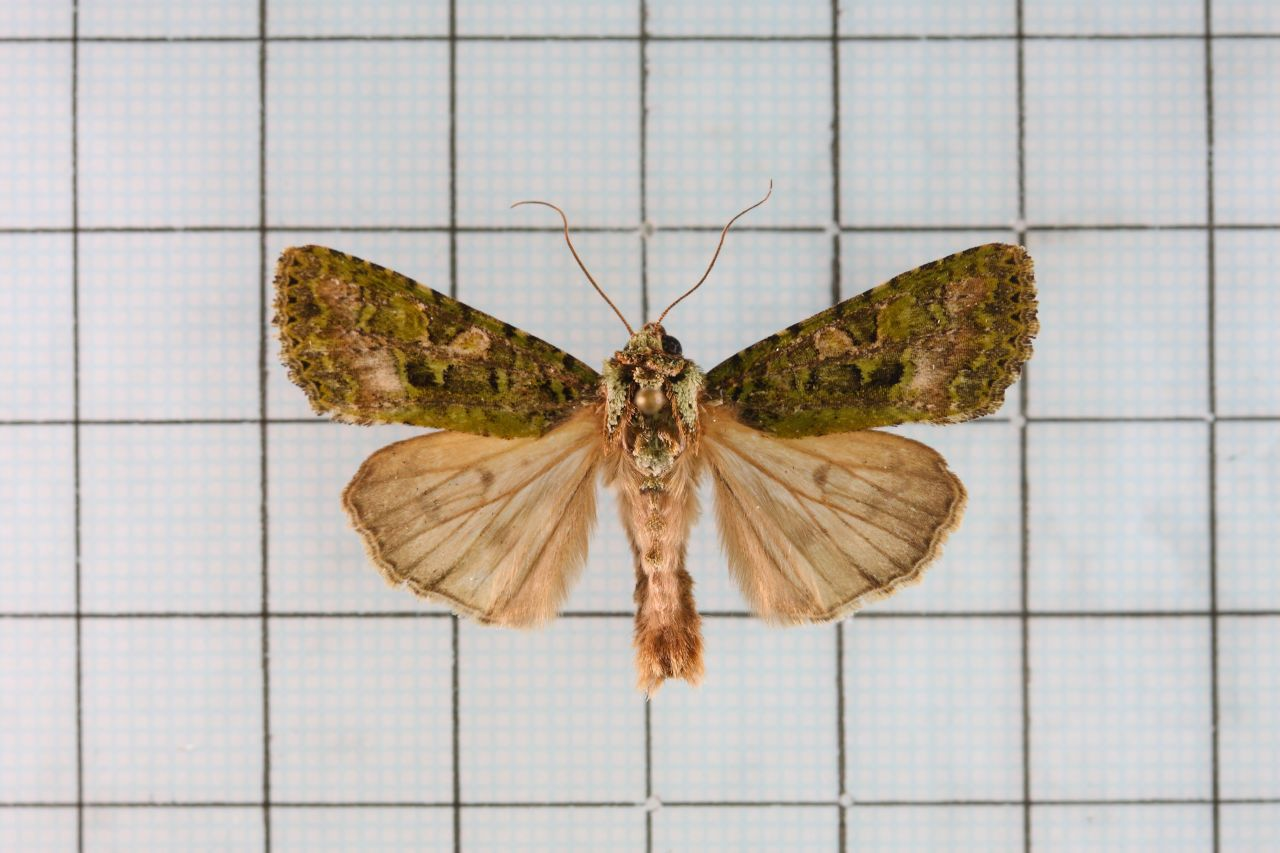